# Шоссе 7 (Израиль)
Шоссе 7 (ивр. כביש 7‎ , англ. Highway 7) — главная поперечная дорога на прибрежной равнине Израиля. Дорога соединяет шоссе 6 («Хоце Исраэль») и 3 с трассами, идущими вдоль равнины. Протяженность дороги составляет около 14 километров от развязки Ашдод на западе до развязки Сорек на востоке. По пути дорога 7 пересекает шоссе 40 на развязке Гедера. Дорога начинается как шоссе к северо-востоку от Ашдода, проходит к югу от Гедеры и к северу от поселений Хефец-Хаим, Бейт-Халкия и Яд-Биньямин. На западе она продолжается ещё 3 км по дороге № 41, от развязки Ашдод до въезда в порт Ашдода.

## История
Планирование дороги началось в 1999 году, а первая часть шоссе 7, от перекрестка Гедера до шоссе 3, была открыта 29 марта 2004 года.
Эта дорога имеет стратегическое значение, так как соединяет трансизраилское шоссе и порт Ашдод.
По словам заместителя гравного инженера Тель-Авивского округа М. Веллмана, шоссе номер 7 — это дорога, соединяющая основные дороги — шоссе 3, 40, 6, а также Иерусалим с портом Ашдод.
Шоссе 7 увеличило объём движения по трансизраильскому шоссе примерно на 10 000 автомобилей в год.
Стоимость строительства восточного двухпутного участка (без учёта изъятия земель) первоначально оценивалась в 70,5 миллионов шекелей, но на практике достигла 110 миллионов шекелей. Строительство дороги частично финансировалось компанией Israel Routes и частично — Транс-Израильской дорожной компанией[.
Западную часть дороги планировалось заменить дорогой 41 и превратить её в автомагистраль с несколькими развязками. В июле 2011 года Национальная дорожная компания опубликовала тендер на модернизацию дороги 41 из главной дороги в дорогу с характеристиками шоссе. Значительная часть проекта включала отмену перекрестков на трассе и превращение их в развязки или подземные проезды. В рамках работ были созданы две центральные развязки: развязка Гедера и развязка Бейт-Рабан. Работы с инвестициями около полумиллиарда шекелей были завершены в августе 2014 года. С завершением работ на участке шоссе заменило шоссе 41, которое было значительно укорочено и осталось только в черте города Ашдод.

## Дальнейшие планы
Согласно плану «Нативей Исраэль», трассу 41 планируется модернизировать и сделать продолжением существующего шоссе 7. На пересечении Сдерот Бней-Брит планируется построить развязку Бней-Брит, а также Нир-Галим. Планируется, что на дороге будут по три полосы в каждом направлении.
В соответствии с национальным планом развития дорог, ожидается, что шоссе 3 будет модернизирована от развязки Сорек на востоке до развязки Латрун с шоссе 1 как продолжение существующей дороги 7. В рамках этого изменения ожидается, что участок дороги будет преобразован в шоссе, а развязку Латрун планируется перенести примерно на километр к северу.

## Перекрёсткииразвязки
| Километр | Название                                              | Тип | Расположение | Пересечение дорог   |
| -------- | ----------------------------------------------------- | --- | ------------ | ------------------- |
| 0        | ивр. צומת כביש 3/כביש 7‎ (Перекресток Шоссе 3/Шоссе 7) |     | Яд-Биньямин  | Шоссе 3             |
| 1        | ивр. מחלף שורק‎ (развязка Сорек)                       |     | Яд Биньямин  | Шоссе 6             |
| 7        | ивр. צומת גדרה‎ (Перекресток Гедера)                   |     | Гедера       | Шоссе 41 / Шоссе 40 |